# إشمام (تجويد)
الإشْمَامُ هو ضم الشفتين بعد إسكان الحرف دون تراخ على أن يترك بينهما فرجة لخروج النفس بحيث يراه المبصر دون الأعمى، ويكون في المضموم فقط ويكون عند الوقف، والغرض منه هو الإشارة إلى أن حركة الحرف الموقوف عليه هي الضمة. وقد أشار الإمام الشاطبي في متن الشاطبية إلى هذا المعنى بقوله «والإشمامُ إطباقُ الشفاه بُعيد ما يُسكَّن لا صوتٌ هناك فَيصْحَلا». والإشْمَامُ يكون عند الوقف ويكون في المتحرك دون الساكن. ويكون في المرفوع من المعربات أو المضموم من المبنيات، ويكون أولًا ووسطًا وآخرًا، ولكن يستلزم الإشْمَام حذف التنوين؛ حيث أن التنوين المرفوع يحذف في حالة الوقف.
والإشْمَامُ حكمه حكم الوقف بالسكون، ويقصد بالإشْمَامُ الكلمة التي آخرها ضمة سواء كانت ضمة إعراب كما في «نَسْتَعِينُ»1 أو ضمة بناء مثل «يَا إِبْرَاهِيمُ»،2 وفيه سبعة أوجه وهي: الثلاثة المتقدمة مع السكون المحض، وهم السكون مع القصر والتوسط والطول، ومثلها مع الإشمام، والوجه السابع الرَّوم مع القصر. ويعامل الحرف الموقوف عليه الإشْمَامُ من حيث التفخيم والترقيق كما يعامل الساكن مثل «الأشرُ»3 حيث نقف عليها بترقيق الراء مع ضم الشفتين.
ولم يقع الإشْمَامُ في وسط الكلمة إلا في موضع واحد في قوله تعالى: ﴿قَالُوا يَا أَبَانَا مَا لَكَ لَا تَأْمَنَّا عَلَى يُوسُفَ وَإِنَّا لَهُ لَنَاصِحُونَ ۝١١﴾ [يوسف:11]،4 وبالتالي فإن لك أن تقرأ إشْمَامُ النون إشارة إلى حركة الُمدغَمة. ويأتي أصل الكلمة من تأمَنُنَا حيث سكنّا النون الأولى التي كانت مضمومة بغية التخلص من ثقل ثلاث غُنّات، تأمَنْنَّا، ثم تم إدغام النون الأولى في الثانية وصار النطق بنون مشددة، وحتى لا يظن بأن الفعل مجزوم جاء نطقها بطريقتي الإشْمَام والرَّوم. وقد أشار الإمام ابن الجزري في المقدمة الجزرية في التجويد إلى عدم جواز الوقف بالحركة الخالصة وجواز ما عداها بقوله: «وَحَإذِرِ الْوَقْفَ بِكُلِّ الحَرَكَهْ إِلاَّ إِذَا رُمْتَ فَبَعْضُ حَرَكَهْ»«إِلاَّ بِفَتْحٍ أَوْ بِنَصْبٍ وَأَشِمْ إِشَارَةً بِالضَّمِّ فِي رَفْعٍ وَضَمْ».

## لغة
الإشْمَامُ في اللغة مصدر (أَشَمَّ)، أي إشمام الحرف رائحة الحركة مهيئًا العضو للنطق به دون أن تنطق به. أو بعبارة أخرى، صبغ الصوت اللغوي بمسحة من صوت آخر.

## اصطلاحًا
الإشْمَامُ اصطلاحًا هو الإشارة بالشفتين إلى الضمة المحذوفة من آخر الكلمة الموقوف عليها بالسكون من غير تصويت بهذه الضمة.

## أنواع الإشْمَام
1. ضم الشفتين بعد إسكان الحرف حالة الوقف مثل في «يكون» و«عليم».
2. ضم الشفتين مقارنًا لسكون الحرف المدغم مثل «تَأْمَنَّا».4 ويكون عن طريق ضم الشفتين عند إسكان النون الأولى مباشرة وقبل إدغامها في النون الثانية إدغامًا تامًّا، وهذا النوع شبيه بالنوع الأول المختص بالوقف؛ لأن النون الأولى أصلها الضم وقد سكنت للإدغام كالمسكن للوقف، ويكون الإشْمَامُ قبل تمام النطق بالنون الثانية. وفي الوقف يكون عقب إسكان الحرف الأخير من الكلمة، بحيث يكون إسكانًا مجردًا عن الإشْمَام.[1]
3. إشْمَامُ حرف بحرف، أي خلط صوت حرف بصوت حرف آخر مثل خلط حرفي الصاد بالزاي في «الصِّرَاط»5 في قراءة حمزة، فتمزج بينهما فيتولد منهما حرف ليس بصاد ولا بزاي، ولكن يكون صادًا ممزوجة برائحة الزاي (الصاد المشمة صوت الزاي)، وقد عبر عن ذلك بعض العلماء بالقول: «أن تنطق بالصاد كما ينطق العوام بالظاء».[1]
4. إشْمَامُ حركة بحركة أي خلط حركة بحركة أخرى كخلط الكسرة بالضمة في نحو: «قِيلَ»6 على قراءة الكسائي وهشام، ويتم ذلك عن طريق تحريك الحرف الأول منها بحركة مركبة من حركتين ضمة وكسرة وجزء الضمة مقدم، وهو الأقل، ويليه جزء الكسرة، وهو الأكثر؛ لأن الأصل في «قيل» «قُوِلَ»: فعل مبني للمجهول استثقلت فيه الكسرة على الواو فنقلت إلى القاف بعد حذف ضمتها وقلبت الواو ياء لانكسار ما قبلها فأصبحت: قيل، وأشير إلى ضمة القاف بالإشمام تنبيهًا على الأصل.[1]

## فائدته
تكمن فائدة الإشْمَامُ في بيان الحركة الأصلية التي تثبت في الوصل للحرف الموقوف عليه ليظهر للناظر. ولا يمكن ضبط الإشْمَامُ إلا بالتلقي من أفواه الشيوخ المتقنين، وعلى ذلك فلا رَّوم ولا إشْمَام في الخلوة. وبالمثل التفريق بين ما هو متحرك في الوصل فسكن للوقف، وبين ما هو ساكن في كل حال. وتمييز القراءات عن بعضها حيث أنه في لفظة «فيكون» على قراءة يدخلها الرَّوم والإشْمَام، أما على قراءة النصب فليس فيها إلا السكون المحض وقفًا. والعمل على تمييز المذكر عن المؤنث مثل لفظة «كذلك» المكسورة حيث يدخلها الروم أما المفتوحة فليس فيها إلا السكون المحض وقفًا.

## أوجه الشبه بين الرَّوم والإشْمَام
الإشْمَام والرَّوم لا يكونا في هاء التأنيث المكتوبة «هاء»، وهي الهاء التي تلحق بآخر الأسماء للدلالة على تأنيثها وتكون في الوصل تاء وفي الوقف هاء ساكنة مثل «رحمه»/ «نعمه»، وميم الجمع على قراءة الصلة، وهي قراءة بعض القراء العشر بصلة ميم الجمع بواو لفظًا بحالة الوصل بلهجة بعض القبائل العربية مثل في قوله تعالى : ﴿صِرَاطَ الَّذِينَ أَنْعَمْتَ عَلَيْهِمْ غَيْرِ الْمَغْضُوبِ عَلَيْهِمْ وَلَا الضَّالِّينَ ۝٧﴾ [الفاتحة:7]،7 وعلى ذلك فإنه في حالة الوقف يتم إسكان الميم ولا يدخل الرَّوم ولا الإشْمَام عليها، والحركة العارضة، وهي الحركة غير الأصلية حيث يوقف عليها بالسكون مثل «قلِ اللهم».